# Hamburg-Curslack

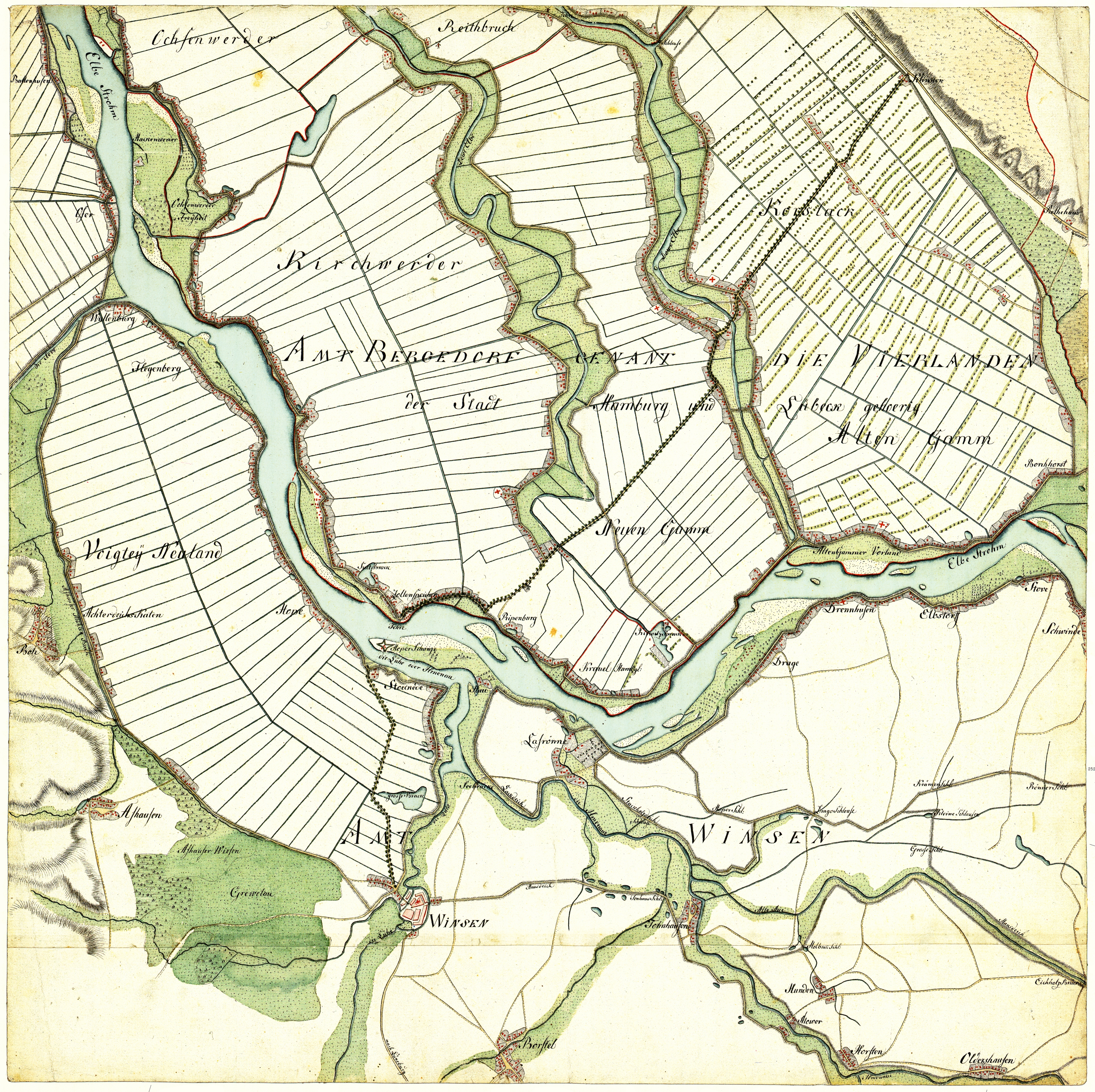
Curslack um 1790

Curslack ist ein Hamburger Stadtteil im Bezirk Bergedorf. Er ist einer der vier Stadtteile, die zusammen die Hamburger Vierlande bilden.
Teile des alten Dorfes stehen unter Denkmalschutz.

## Geschichte
Der Ortsname Curslack geht auf das Wort Cuwerslake zurück, das „eine niedrige, dem Eindringen von Wasser stark ausgesetzte Sumpflandschaft“ benennt. Kuren steht dabei für „sickern“ und lake für „feuchte Wiese“. Tatsächlich wurde das Gebiet bis in die 1950er Jahre, bis zur Errichtung der Tatenberger Schleuse, regelmäßig überflutet. Aus diesem Grund sind die Wände der alten Curslacker Häuser gekachelt, das Wasser konnte so keinen großen Schaden anrichten. Es existieren verschiedene plattdeutsche Schreibungen des  Ortsnamens, zum Beispiel Curslaak und Corslak.
Die erste urkundliche Erwähnung Curslacks erfolgte, als es 1188 zusammen mit Altengamme einen Deichverband bildete. 1420 erhielt Curslack seine erste Anbindung an Hamburg, nachdem Hamburg und Lübeck die Stadt Bergedorf eroberten und neben Bergedorf auch Curslack gemeinsam („beiderstädtisch“) verwalteten. 1443 erfolgte eine Anbindung an Bergedorf durch den Schleusengraben, der vorwiegend dem Transport von Holz aus dem Sachsenwald zur Elbe diente. Die Vierlande, bestehend aus Curslack, Altengamme, Neuengamme und Kirchwerder, bildeten sich in der Mitte des 16. Jahrhunderts. Die Nähe zu Hamburg erwies sich in wirtschaftlicher Hinsicht als lukrativ, da die Bauern ihre Erzeugnisse gut in der Stadt verkaufen konnten. 1570 entstand der Curslacker Heerweg, der die Verbindung zwischen Bergedorf und dem Elbübergang Zollenspieker darstellte. Der Curslacker Heerweg existiert bis heute. Im Laufe der Jahrhunderte spezialisierte sich die Curslacker Bevölkerung auf Gartenbau und Blumenzucht.
1868 endete die beiderstädtische Herrschaft über Curslack. Hamburg erwarb von Lübeck dessen Besitzrechte und gliederte den bislang lübischen Teil Bergedorfs samt den dazugehörigen Gebieten in die 1830 gebildete Landherrenschaft der Marschlande ein. Im Rahmen des Groß-Hamburg-Gesetzes verloren Bergedorf und die Vierlande 1937 die gemeindliche Eigenständigkeit und wurden Teil der Einheitsgemeinde Hamburg. Seit 1949 ist Curslack Stadtteil im neu geschaffenen Bezirk Bergedorf.
Ab 1912 fuhr die Vierländer Bahn von Bergedorf nach Zollenspieker. Mit einer eigenen Haltestelle hatten die Curslacker Zugang zu diesem Verkehrsmittel, dessen Betrieb 1953 endete.

## Statistik
(Quelle: )
- Anteil der unter 18-Jährigen: 20,8 % [Hamburger Durchschnitt: 16,8 % (2023)]
- Anteil der über 64-Jährigen: 16,0 % [Hamburger Durchschnitt: 17,8 % (2023)]
- Ausländeranteil: 20,9 % [Hamburger Durchschnitt: 20,7 % (2023)]
- Arbeitslosenquote: 4,7 % [Hamburger Durchschnitt: 6,2 % (2023)]

Das durchschnittliche Einkommen je Steuerpflichtigen beträgt in Curslack 49.040 Euro jährlich (2020), der Hamburger Gesamtdurchschnitt liegt bei 48.035 Euro.

## Politik
Für die Wahl zur Hamburgischen Bürgerschaft gehört Curslack zum Wahlkreis Bergedorf. Die Bürgerschaftswahlen 2025, 2020, 2015, 2011, 2008, 2004 und 2001 führten zu folgenden Ergebnissen:
| Bürgerschaftswahl | SPD    | CDU    | Grüne 1) | AfD    | Linke 2) | FDP    | Übrige    |
| ----------------- | ------ | ------ | -------- | ------ | -------- | ------ | --------- |
| 2025              | 36,6 % | 29,3 % | 12,3 %   | 09,4 % | 05,2 %   | 02,0 % | 05,2 %    |
| 2020              | 39,4 % | 17,9 % | 19,7 %   | 06,9 % | 05,2 %   | 04,8 % | 06,1 %    |
| 2015              | 50,8 % | 18,9 % | 11,4 %   | 06,1 % | 04,2 %   | 06,1 % | 03,6 %    |
| 2011              | 44,5 % | 29,4 % | 10,3 %   | –      | 03,7 %   | 06,8 % | 05,3 %    |
| 2008              | 27,1 % | 55,5 % | 07,7 %   | –      | 03,5 %   | 04,0 % | 02,3 %    |
| 2004              | 23,6 % | 59,0 % | 09,4 %   | –      | –        | 02,6 % | 05,4 %    |
| 2001              | 32,1 % | 32,9 % | 06,9 %   | –      | 00,2 %   | 05,7 % | 22,1 % 3) |

Bei den Wahlen zur Bezirksversammlung gehört der Stadtteil zum Wahlkreis Vierlande I. Bei Bundestagswahlen zählt Curslack zum Bundestagswahlkreis Hamburg-Bergedorf – Harburg.

## Sehenswürdigkeiten

St.-Johannis-Kirche zu Beginn des 20. Jahrhunderts

### Kirche St. Johannis

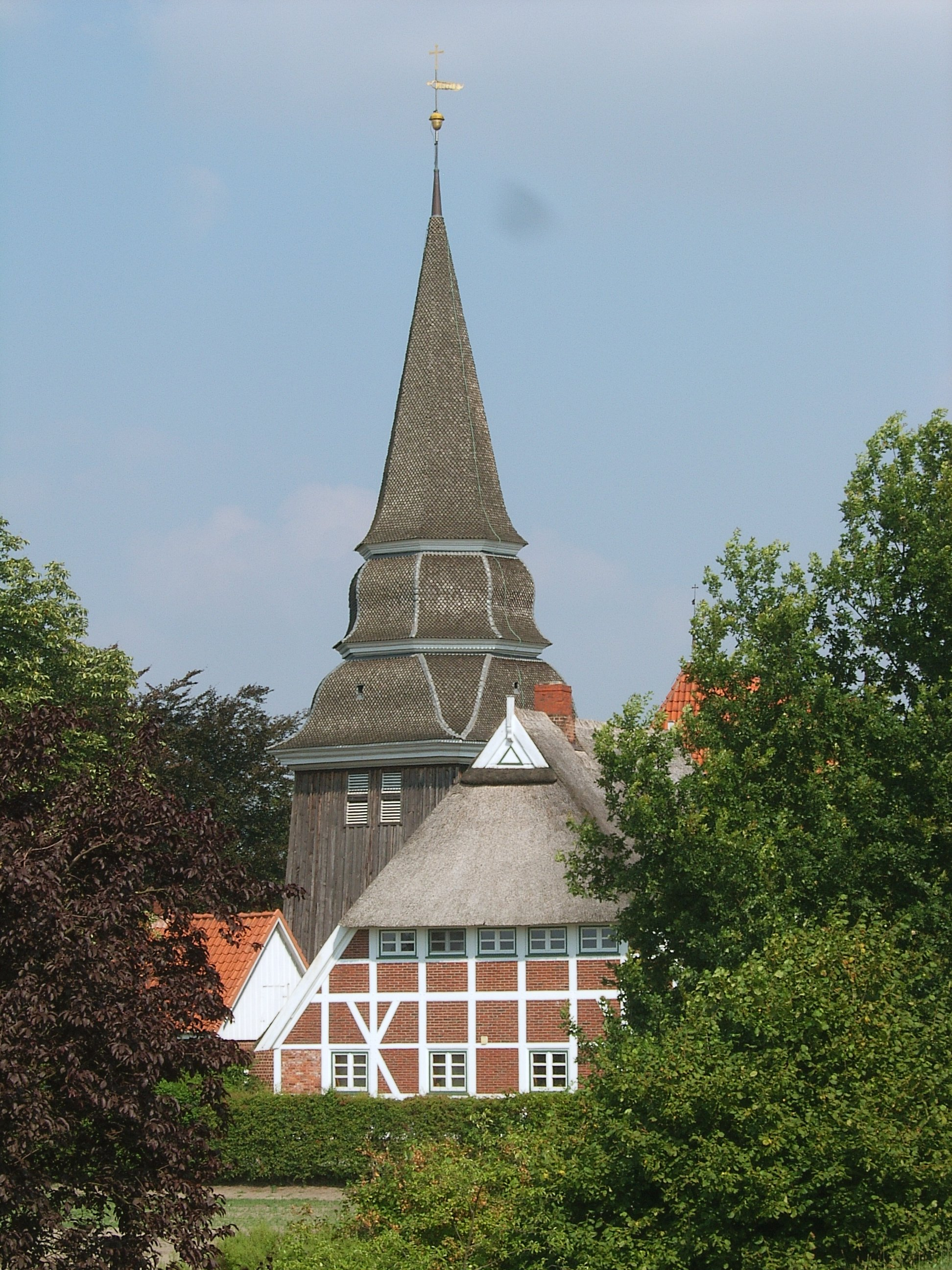
Glockenturm der St.-Johannis-Kirche

Der Kirchenbau ist ab 1306 urkundlich erwähnt, damals ein Feldsteinbau. Der heutige Bau stammt von 1599/1603.

### Rieckhaus (Freilichtmuseum)

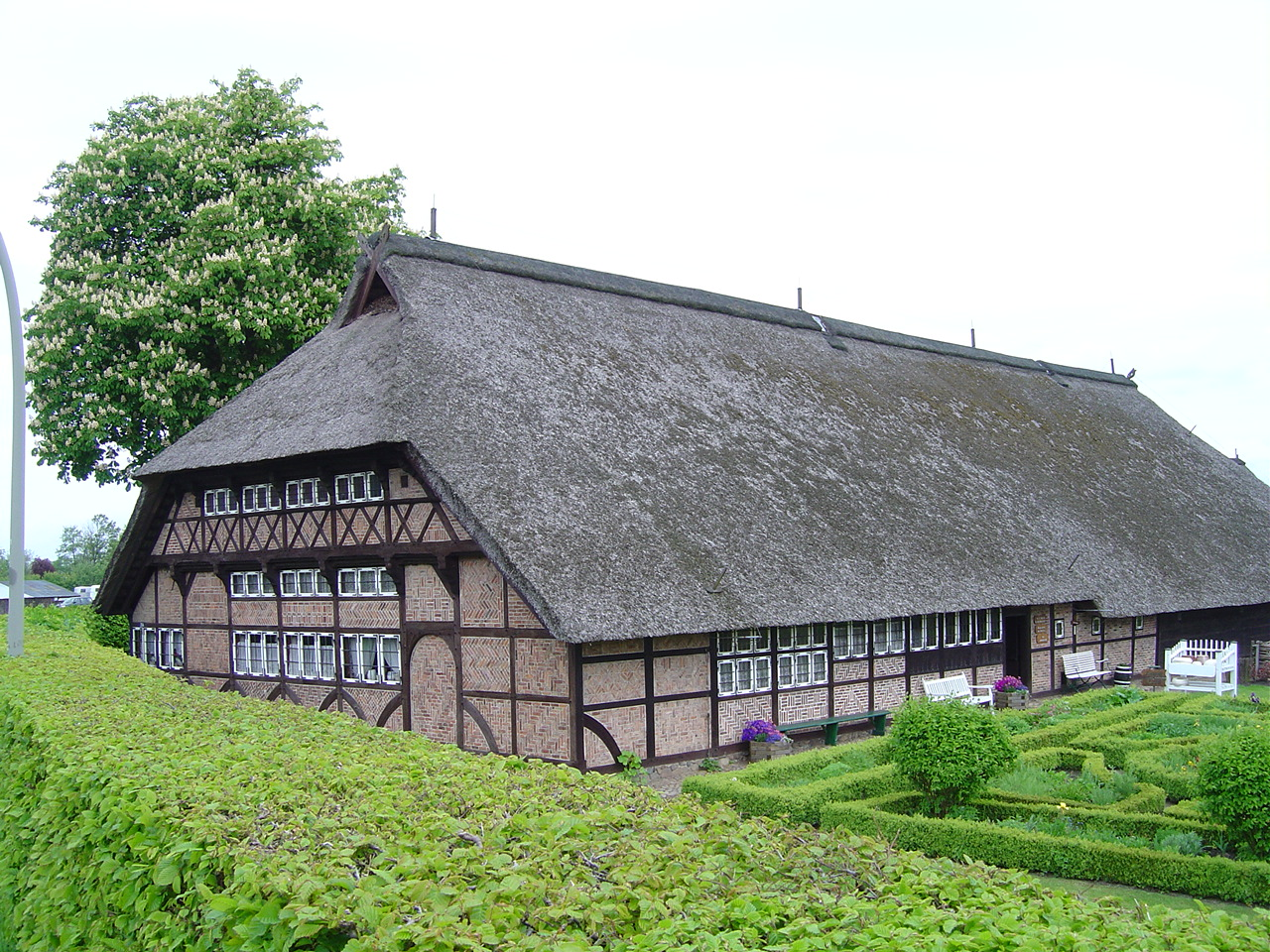
Das Rieck-Haus (das Museum), erbaut 1533

Das Rieck-Haus ist eine Außenstelle des Altonaer Museums.
Als Freilichtmuseum vermittelt es die Wohn- und Wirtschaftsweise der Marschbauern vor der Industrialisierung (16. bis 19. Jahrhundert). Das Hauptgebäude spiegelt eindrucksvoll die Lebensform einer wohlhabenden bäuerlichen Oberschicht wider.

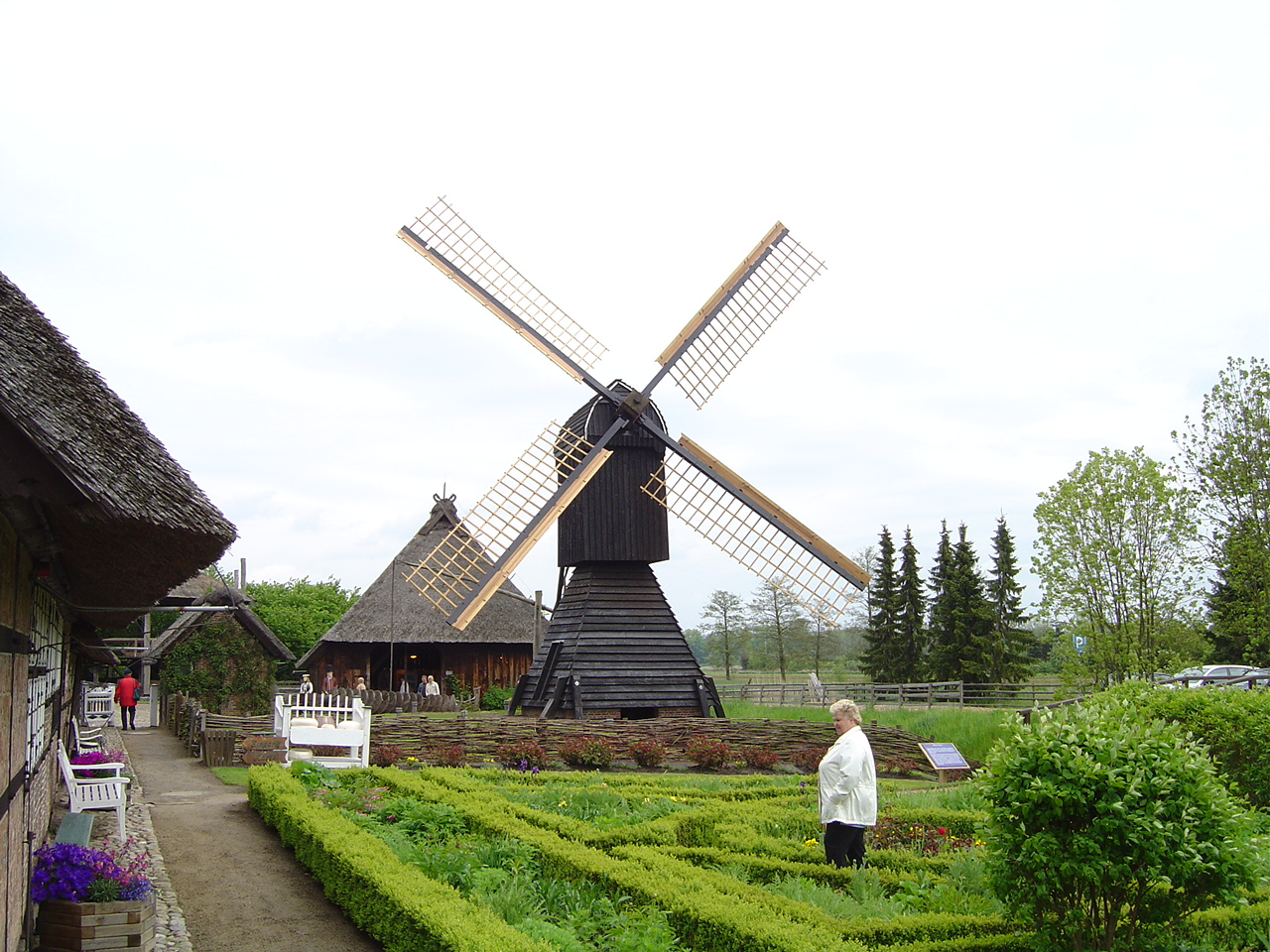
Die Kokerwindmühle beim Rieckhaus zur Entwässerung des Marschlandes
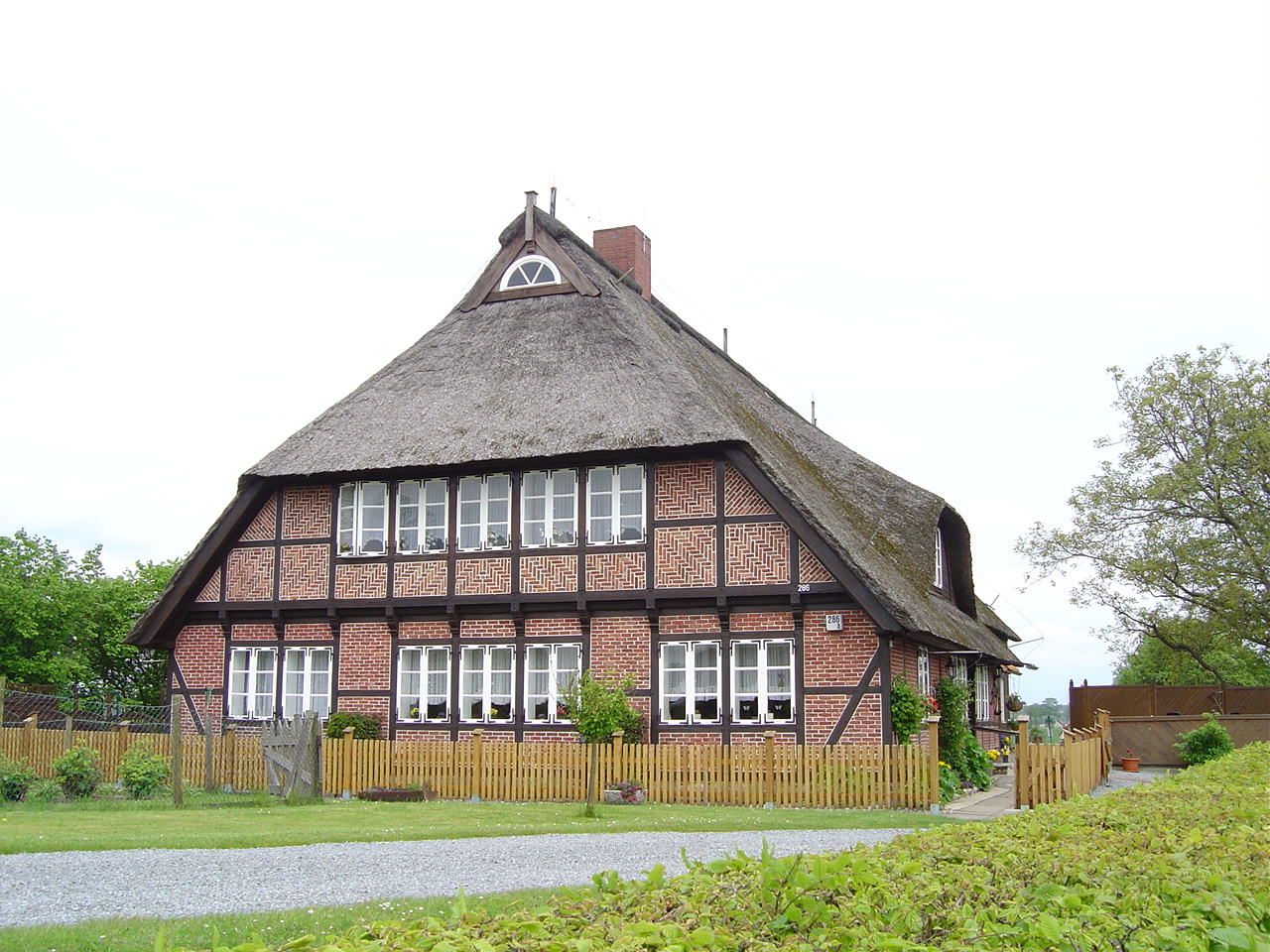
Haus der Familie Rieck
Hufnerhaus zu Beginn des 20. Jahrhunderts
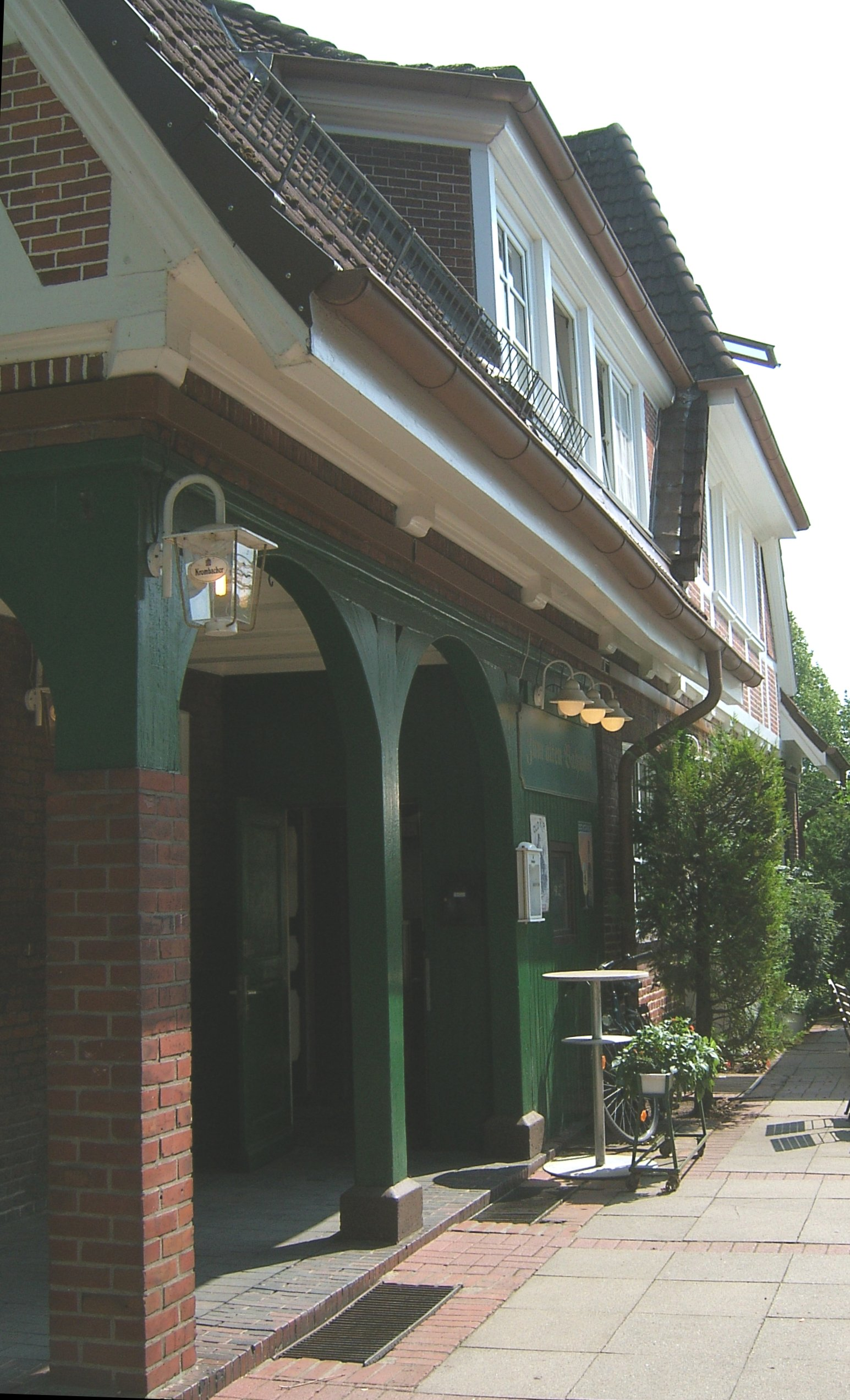
Ehemaliger Bahnhof, Bahnsteigseite
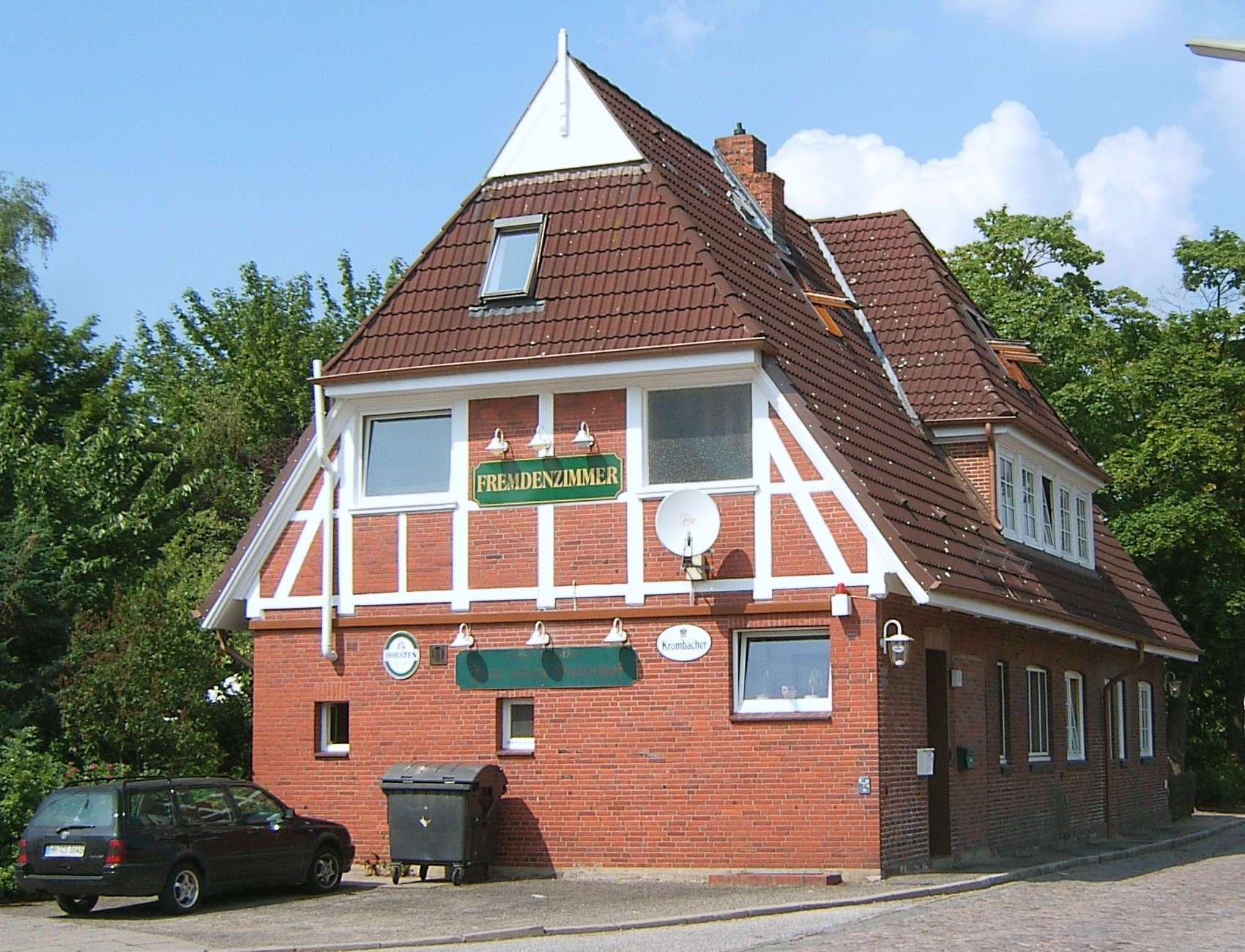
Der Bahnhof von der Straßenseite
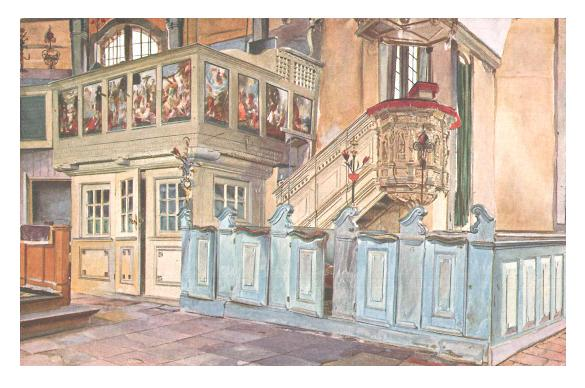
Innenansicht der St.-Johannis-Kirche zu Beginn des 20. Jahrhunderts

## Wirtschaft und Infrastruktur

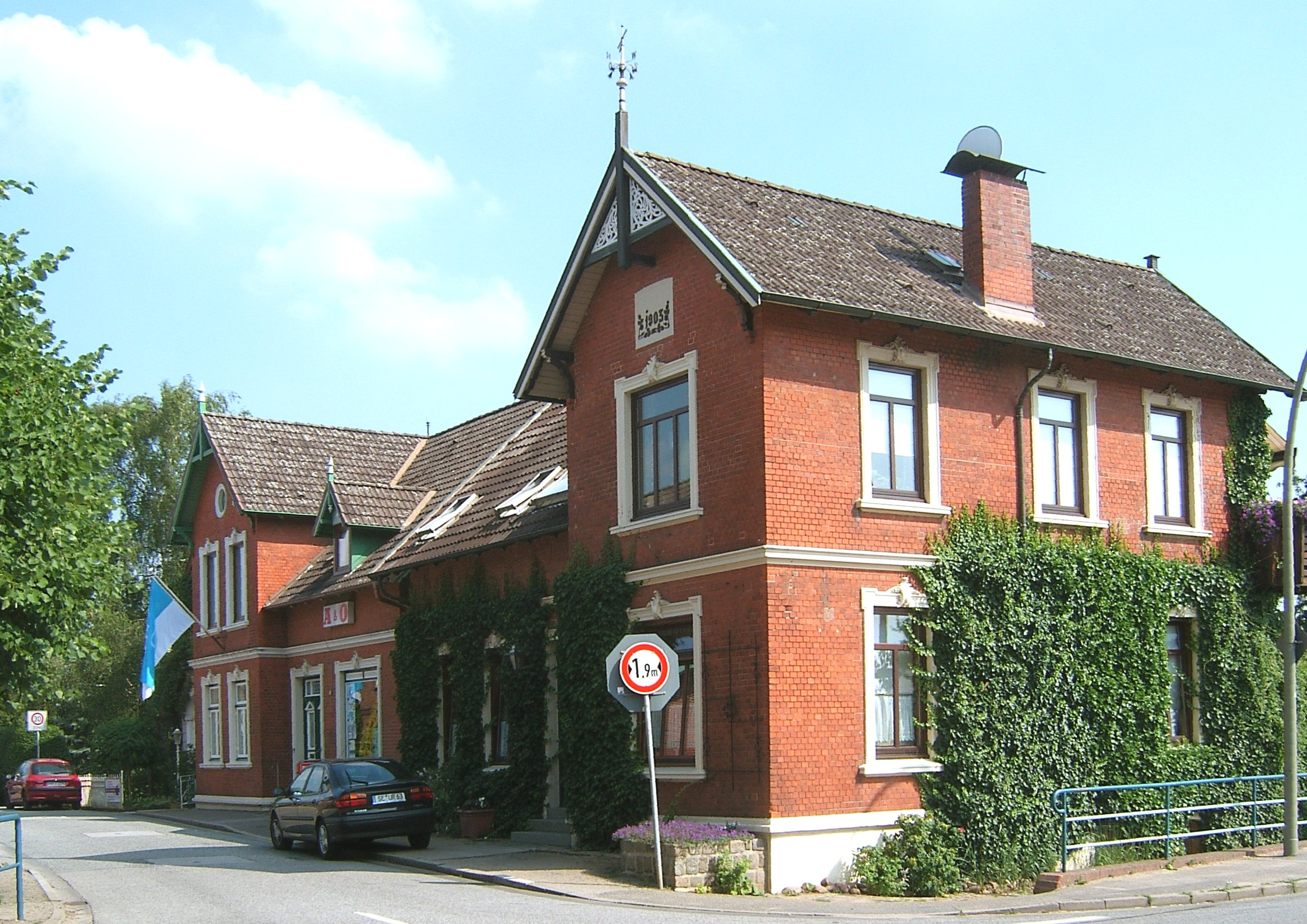
Ehemaliger Lebensmittel-Einzelhändler (bis 2021) im Ortszentrum

Trotz zunehmenden Eigenheimbaus hat Curslack seinen Dorfcharakter bewahrt. Die Landschaft ist stellenweise von den Gewächshäusern der Blumenzuchtbetriebe geprägt.

### Wasserwerk
In Curslack steht das Wasserwerk des Unternehmens Hamburg Wasser. Es wurde 1928 gebaut und 2004 durch einen Neubau ersetzt. Mehr als 200 Flach- und 14 Tiefbrunnen (12 bis 106 m tief) befinden sich in einem umzäunten, sieben Kilometer langen und etwa 100 m breiten Streifen in Curslack und Altengamme. Die durchschnittliche tägliche Abgabemenge liegt bei 60 Millionen Liter. Damit ist es das Wasserwerk mit der größten Abgabemenge für die Wasserversorgung in Hamburg. Es versorgt 350.000 Einwohner im Zentrum, im Südosten und teilweise im Osten der Stadt.
Ein Teil des Stadtteils ist Brachland, das wegen des Wasserwerks als Wasserschutzgebiet ausgewiesen ist. Hintergrund ist die Vermeidung von Verschmutzung durch Pestizide und andere umweltschädliche Flüssigkeiten und Stoffe.